# Maison Lagouche
La maison Lagouche est une maison unifamiliale située rue Zénobe Gramme à Charleroi (Belgique). Elle a été construite en 1910 par l'architecte François Guiannotte pour Arthur Lagouche.

## Architecture

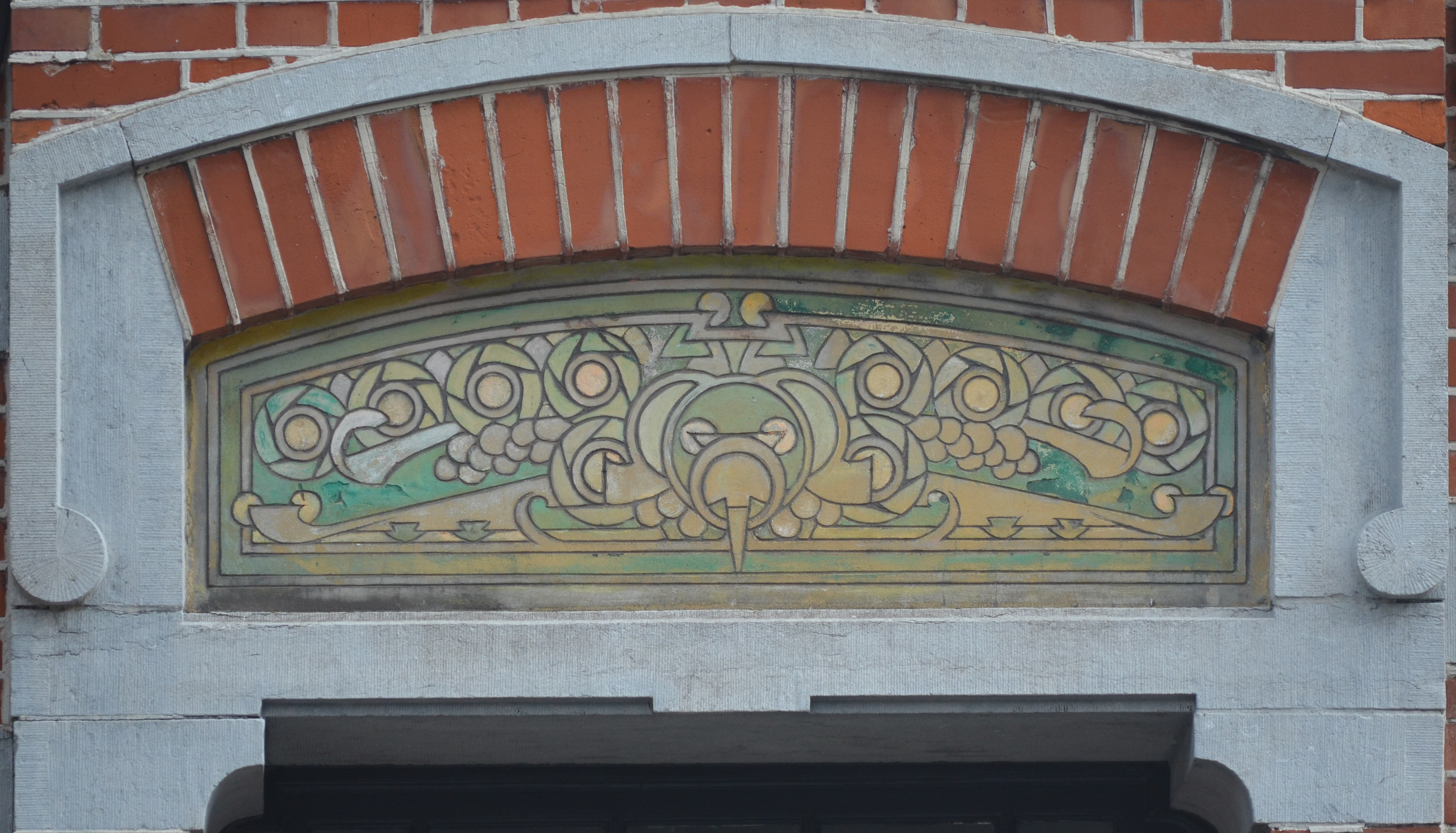
Sgraffite de la porte d'entrée.

Ce bâtiment conçu par l'architecte François Guiannotte se caractérise par sa façade asymétrique en brique rouge en style Art nouveau. La façade est composée de trois travées dont une poutre centrale plus étroite pour définir l'entrée. La partie centrale ainsi que celle de gauche comportent les pièces surélevées. Celle de droite est plus basse et se trouve au niveau du sol, ayant une porte pour l'accès des véhicules. Pour accentuer l'asymétrie, c'est le rythme horizontal donné par les bandeaux en pierre bleue qui définit les deux niveaux dans lesquels le bâtiment est composé. Le style Art nouveau est marqué par la présence de sgraffites dans l'entrée et sous les arcs des fenêtres du premier et du deuxième étage.